# Pacific-12 Conference

Ausdehnung der Pacific-12 Conference

Die Pacific-12 Conference, Kurzbezeichnung Pac-12, ist eine aus zwei Universitäten bestehende regionale Liga im Hochschulsport in den Vereinigten Staaten, die in der Division I der National Collegiate Athletic Association (NCAA) organisiert ist. Im College Football zählt sie zur Football Bowl Subdivision und war eine der sechs Conferences mit einem garantierten Teilnahmerecht an einem Spiel der Bowl Championship Series, in welcher der Sieger der Pac-12 am Rose Bowl teilnahm.  Zehn der zwölf Mitglieder haben ihren Austritt und Übertritt zu anderen regionalen Ligen der Football Bowl Subdivison zur Saison 2024 erklärt, eine Aufnahme der verbleibenden Universitäten Oregon State und Washington State in die Mountain West Conference bzw. eine Verschmelzung mit der Mountain West Conference unter dem Namen der Pac-12 gelten als wahrscheinlich.
Die Pacific-12 Conference wurde 1959 als Athletic Association of Western Universities gegründet und nach entsprechenden Erweiterungen mehrfach umbenannt (1968 bis 1978: Pacific-8 Conference; 1978 bis 2011: Pacific-10 Conference), bevor sie nach der Aufnahme der University of Colorado, Boulder und der University of Utah im Juli 2011 ihren heutigen Namen erhielt. Vorläuferin der Pac-12 war die von 1916 bis 1959 bestehende Pacific Coast Conference, der auch die fünf Gründungsmitglieder der Pac-12 angehörten.
Die Mitgliedshochschulen der Pac-12 sind insbesondere an der Westküste der Vereinigten Staaten und in den Mountain States beheimatet. Die Pac-12 vermarktet sich selbst als „Conference of Champions“, da ihre Mitglieder zusammengenommen mehr NCAA-Meisterschaften in Mannschaftssportarten als jede andere Conference im amerikanischen Hochschulsport gewonnen haben. Die Conference, die ihren Sitz in der kalifornischen Stadt Walnut Creek hat, organisiert Wettbewerbe in jeweils elf verschiedenen Sportarten im Herren- und im Damenbereich.
Acht der zwölf Mitgliedshochschulen gehören zur Association of American Universities, das heißt zu den sechzig forschungsstärksten amerikanischen Hochschulen. Nur die Big Ten Conference hat mehr, wodurch sie sich bei der Rekrutierung von spitzensportlichem Nachwuchs Beschränkungen auflegen müssen und nur die schulisch Besten nehmen dürfen.

## Mitglieder
| Universität                                     | Ort                      | Teamname     | gegründet | beigetreten | Trägerschaft | Studenten |
| ----------------------------------------------- | ------------------------ | ------------ | --------- | ----------- | ------------ | --------- |
| Stanford University                             | Stanford, Kalifornien    | Cardinal     | 1891      | 1959        | privat       | 14.654    |
| University of California, Berkeley (California) | Berkeley, Kalifornien    | Golden Bears | 1868      | 1959        | staatlich    | 33.000    |
| University of California, Los Angeles (UCLA)    | Los Angeles, Kalifornien | Bruins       | 1919      | 1959        | staatlich    | 38.000    |
| University of Southern California (USC)         | Los Angeles, Kalifornien | Trojans      | 1880      | 1959        | privat       | 32.160    |
| University of Washington                        | Seattle, Washington      | Huskies      | 1861      | 1959        | staatlich    | 42.708    |
| Washington State University                     | Pullman, Washington      | Cougars      | 1890      | 1962        | staatlich    | 23.121    |
| Oregon State University                         | Corvallis, Oregon        | Beavers      | 1868      | 1964        | staatlich    | 19.276    |
| University of Oregon                            | Eugene, Oregon           | Ducks        | 1876      | 1964        | staatlich    | 20.339    |
| Arizona State University                        | Tempe, Arizona           | Sun Devils   | 1885      | 1978        | staatlich    | 64.394    |
| University of Arizona                           | Tucson, Arizona          | Wildcats     | 1885      | 1978        | staatlich    | 37.036    |
| University of Colorado, Boulder (Colorado)      | Boulder, Colorado        | Buffs        | 1876      | 2011        | staatlich    | 30.000    |
| University of Utah                              | Salt Lake City, Utah     | Utes         | 1850      | 2011        | staatlich    | 29.000    |

### Assoziierte Mitglieder
| Universität                                                | Ort                          | Teamname    | gegründet | Trägerschaft | beigetreten | Sportart         | Main-Conference          |
| ---------------------------------------------------------- | ---------------------------- | ----------- | --------- | ------------ | ----------- | ---------------- | ------------------------ |
| California Polytechnic State University (Cal Poly)         | San Luis Obispo, Kalifornien | Mustangs    | 1901      | staatlich    | 1986        | Ringen           | Big West Conference      |
| California State University, Bakersfield (CSU Bakersfield) | Bakersfield, Kalifornien     | Roadrunners | 1965      | staatlich    | 1986        | Ringen           | Big West Conference      |
| University of Arkansas at Little Rock (Little Rock)        | Little Rock, Arkansas        | Trojans     | 1927      | staatlich    | 2019        | Ringen           | Ohio Valley Conference   |
| San Diego State University                                 | San Diego, Kalifornien       | Aztecs      | 1897      | staatlich    | 2005        | Fußball (Männer) | Mountain West Conference |

## Spielstätten der Conference
| Universität      | Footballstadion               | Kapazität | Basketballstadion      | Kapazität |
| ---------------- | ----------------------------- | --------- | ---------------------- | --------- |
| Stanford         | Stanford Stadium              | 50.000    | Maples Pavilion        | 7.392     |
| California       | California Memorial Stadium   | 72.516    | Haas Pavilion          | 12.172    |
| UCLA             | Rose Bowl Stadium             | 92.542    | Pauley Pavilion        | 12.829    |
| USC              | Los Angeles Memorial Coliseum | 93.607    | Galen Center           | 10.258    |
| Washington       | Husky Stadium                 | 72.500    | Alaska Airlines Arena  | 10.000    |
| Washington State | Martin Stadium                | 35.117    | Beasley Coliseum       | 12.058    |
| Oregon State     | Reser Stadium                 | 26.407    | Gill Coliseum          | 10.400    |
| Oregon           | Autzen Stadium                | 54.000    | Matthew Knight Arena   | 12.364    |
| Arizona State    | Sun Devil Stadium             | 73.379    | Wells Fargo Arena      | 14.198    |
| Arizona          | Arizona Stadium               | 57.803    | McKale Center          | 14.545    |
| Colorado         | Folsom Field                  | 53.750    | Coors Events Center    | 11.064    |
| Utah             | Rice-Eccles Stadium           | 45.017    | Jon M. Huntsman Center | 15.000    |

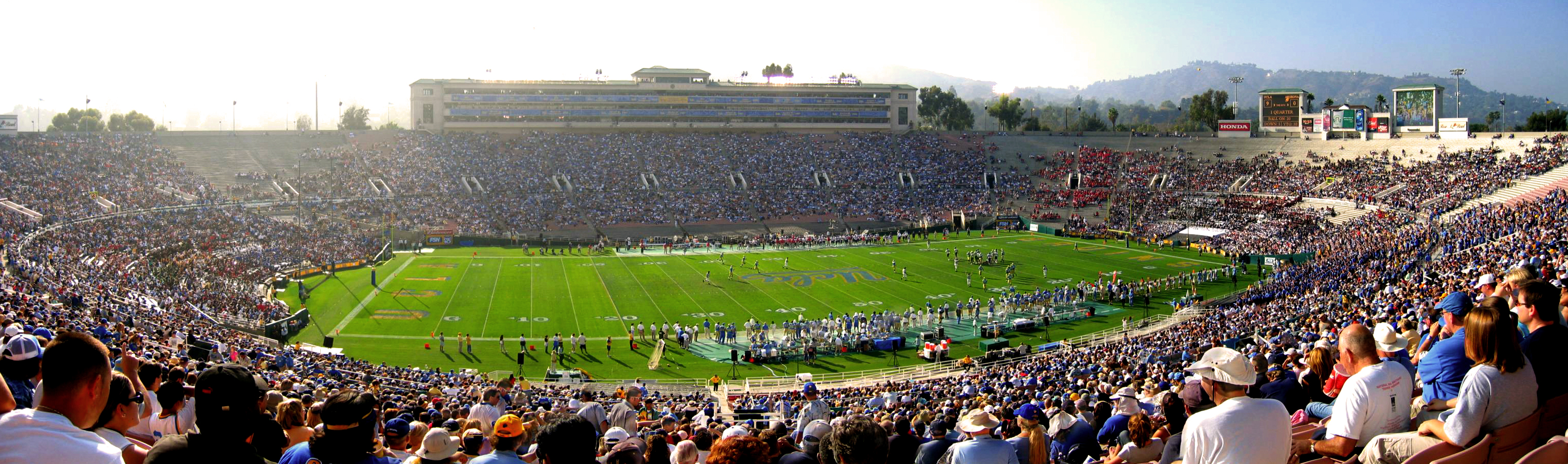
Rose Bowl Stadium in Los Angeles

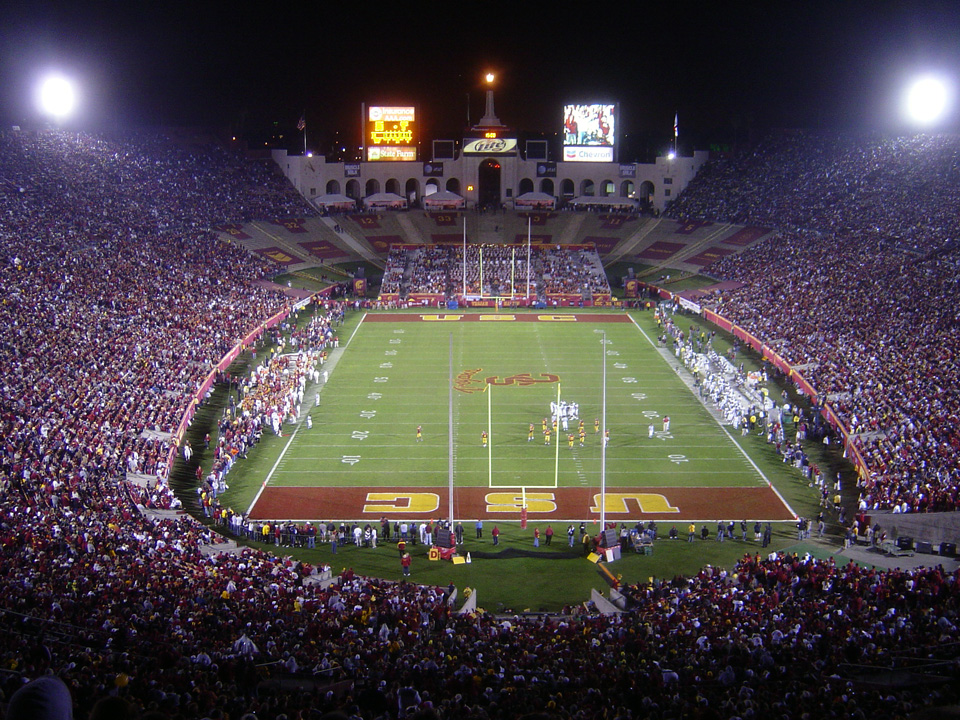
Los Angeles Memorial Coliseum

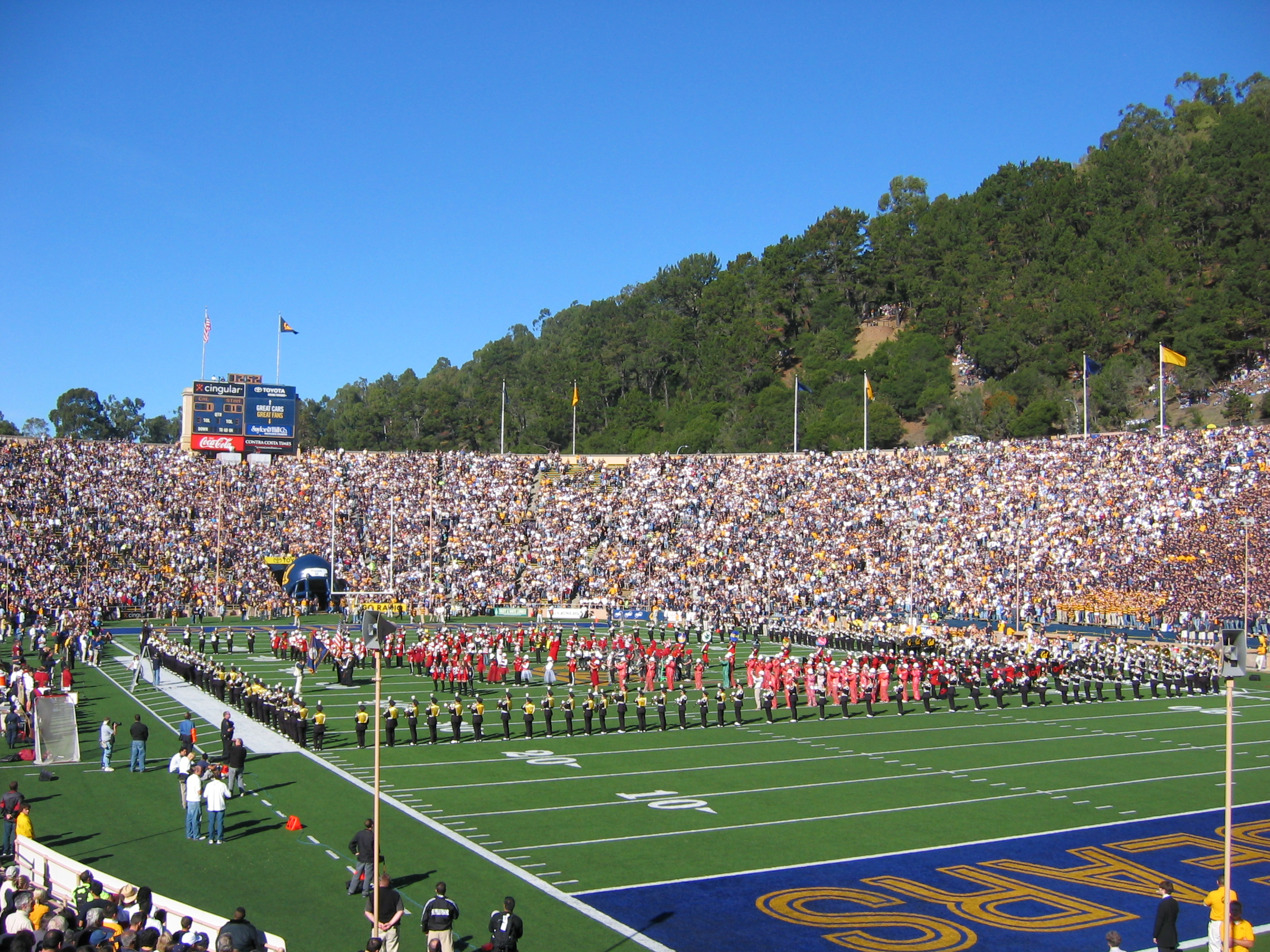
California Memorial Stadium in Berkeley

- Die Kapazität des Reser Stadium für die Saison 2022 wird während der laufenden Renovierung 26.407 betragen. Die endgültige Kapazität nach Abschluss der Renovierungsarbeiten im Jahr 2023 wird zwischen 34.000 und 39.000 liegen.